# Bedřich Hořínek
Bedřich Hořínek (18. prosince 1891 Rokycany – 22. února 1970 Beroun) byl český legionář a lékárník. Po studiích narukoval do rakousko-uherské armády, byl zajat a v lednu roku 1916 se zapsal do československých legií v Kyjevě. Po skončení války a po ukončení své činnosti v armádě se stal vlastníkem lékárny v Berouně. Bedřich Hořínek zemřel 22. února 1970. Je uložen v urnovém háji 5, číslo místa 3 na hřbitově v Berouně.

## Život
Bedřich Hořínek se narodil v prosinci roku 1891, jako druhý syn městského lékaře v Rokycanech rodičům Otakaru Hořínkovi a Anně Maděrové. Po studiích na gymnáziu nastoupil na praxe do lékárny v Sedlčanech, odkud byl po čtyřech měsících propuštěn, zbytek praxí pak strávil v pražské Adamově lékárně, z rukou známého architekta české moderny Emila Králíčka. Své univerzitní studium v Praze zakončil roku 1914. O dva roky později se stal aktivním vojenským lékárníkem v československých legiích. U armády zůstal až do roku 1927, kdy se stal majitelem lékárny „U Zlatého orla“ v Berouně, kterou následně spravoval.

### Rodina
Otec Bedřicha Hořínka, Otakar Hořínek (*1843-1919) se vydal stejným směrem lékařství jako jeho otec a následně pak jako jeho syn, stal se doktorem medicíny a chirurgie a magistrem porodnictví. Během studií byl členem Hlaholu a Sokola. Oženil se s Annou Maděrovou, se kterou měl dva syny, oba bojovali v první světové válce, z nich starší Otakar zemřel roku 1914 utonutím. Samotný Otakar Hořínek pak zemřel roku 1919 na mrtvici. Se svou ženou Terezií Vítovcovou se Bedřich Hořínek oženil v roce 1926 a založil s ní početnou rodinu s pěti dětmi, dcerami Janou, Jiřinou a Zdenkou a syny Otakarem a Bedřichem. Jeho žena s ním později pracovala v lékárně „U Zlatého orla“ na pozici laborantky.

### Legionář
První světové války se Bedřich Hořínek účastnil jako voják rakousko-uherské armády, kde u svého pluku, díky svému odbornému zaměření, sloužil ve 3. zdravotnickém oddílu. V rakousko-uherské armádě dosáhl postupně až na hodnost poručíka.  
Dne 22. března 1915 padl do zajetí při obléhání pevnosti Přemyšl, kde čelili náporu 3. ruské armády pod vedením generála Dimitrieva. Rakousko-uherská armáda po druhém ruském obléhání 22. března kapitulovala a společně s Hořínkem padlo do zajetí dalších cca 120 000 vojáků. Vysoké počty zajatých vojáků byly považovány za charakteristický jev východní fronty již od počátku střetnutí ruské armády s vojsky Ústředních mocností. Hlavní příčinou se udává vyšší mobilita válečných operací, která umožňovala obklíčení celých nepřátelských svazků.
V té době se na území Ruska začaly formovat první československé legie, do nichž se hlásila i řada zajatých českých vojáků. Sám Bedřich Hořínek se do československých legií zapsal poprvé 15. ledna roku 1916 v Kyjevě, který se stal jedním z hlavních center vznikajících československých legií a sloužil jako jejich shromažďovací bod. Následně byl Bedřich Hořínek ještě dvakrát přeřazen do jiné z legií, a to v červnu 1916 a v lednu 1917 – podle vojenských záznamů sloužil v Srbských legiích a v Československých legiích v Rusku.  Při službě v legiích byl postupně zařazen k divizní lékárně, následně pak k 7. střeleckému pluku a naposledy působil v útvaru 5. polní nemocnice. V legiích nejprve působil v hodnosti podporučíka a dráhu legionáře zakončil s hodností štábního kapitána.
Bedřich Hořínek po návratu legií do nově vzniklého Československa působil v armádě nového státu až do roku 1927.

### Lékárník na Berounsku
Po odchodu z armády, kde Hořínek působil jako aktivní vojenský lékárník, zakoupil od předchozí majitelky Marie Effenbergové v roce 1929 lékárnu „U Zlatého orla“ v Berouně a stal se tak jejím posledním majitelem před obdobím komunismu a jejím znárodněním. Dle trhové smlouvy zaplatil Hořínek za lékárnu celkem 825 000 korun československých. Kupní cena za nemovitost byla 350 000 Kčs, za právo lékárenské 350 000 Kčs a za zařízení lékárny 125 000 Kčs. Vedení lékárny tak převzal nový majitel Hořínek 16. dubna 1929.  Vzhledem ke stavu prostor, ve kterých se lékárna nacházela, nechal Hořínek budovu v září roku 1929 zbourat a na nově vzniklém volném pozemku vystavěl nový dvoupatrový dům. Díky setrvalé práci na výstavbě nového domu se tak mohla lékárna přesunout do nového objektu již v prosinci téhož roku. Později k budově přibyla další nová přístavba zařizující prostor pro přezkušovací plynovou komoru plynových masek, na jejichž prodej byla Hořínkovy, po složení patřičných zkoušek udělena koncese.  Po válce spravoval Bedřich Hořínek lékárnu až do konce roku 1950. S nástupem komunismu po roce 1948 došlo k velkým změnám v oboru lékárenství, stejně jako v jakémkoli jiném sektoru soukromého podnikání, socializace a znárodňování soukromých podniků vedli k tomu, že všech osm lékáren existujících k lednu roku 1948 v berounském okrese, do kterého spadaly i Hořínkovy rodné Rokycany, postupně přešlo pod národní podnik Medika. K lednu 1951 pak byla lékárna, jako jedna z posledních v okrese Beroun, převzata tímto národním podnikem. V současnosti lékárna stále stojí na původním místě, avšak s odlišným názvem lékárna „Na Náměstí“.

### Svobodný zednář

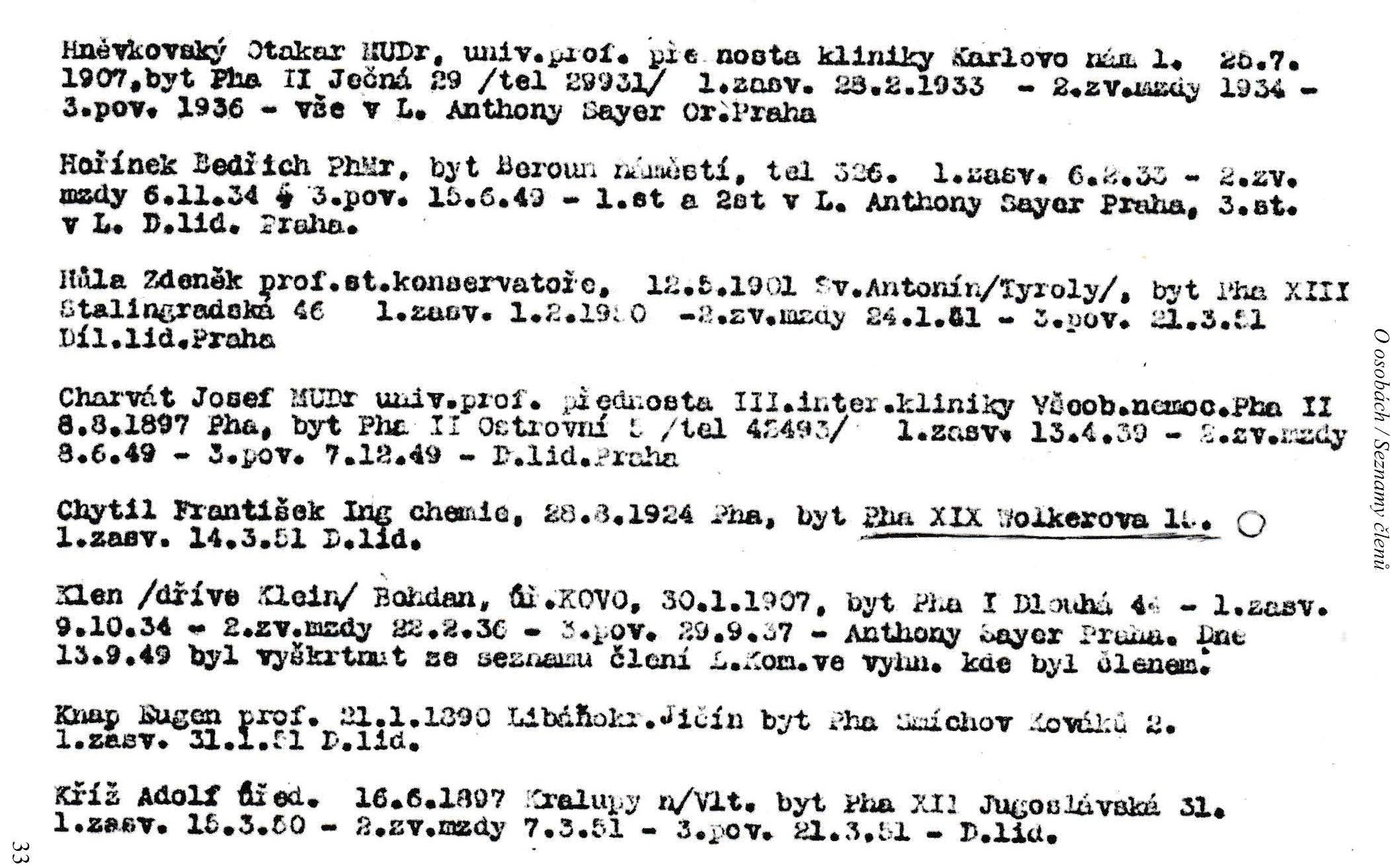
kopie matriky lóže Dílna lidskosti / NVLČs z roku 1951, archiv Veliké lóže České republiky

Před vznikem samostatného Československa nebyla v předlitavské části Rakouska-Uherska činnost svobodných zednářů zákonem povolena, proto se v Čechách a na Moravě sdružovali v lóžích, které byly zřizovány mateřskými velkolóžemi z Německa (zejména velkolóží Lessing zu den Drei Ringen) a z uherské části monarchie. Bezprostředně po vzniku samostatného československého státu bylo ambicí části politické reprezentace i významných intelektuálů založit zednářství na československém základě.
V roce 1923 byla ustavena Národní Veliká Lóže Československá (NVLČs). V prvních letech československé samostatnosti tak vedle sebe existovali svobodní zednáři pracující jak v původních převážně německy hovořících lóžích, tak zednáři pod hlavičkou NVLČs. Tato dvojkolejnost byla zpočátku pochopitelná, ale neprospívala myšlence zednářského universalismu. Proto se počátkem 30. let 20. století začaly objevovat tendence obě tyto národnostní větve spojit nebo alespoň mezi nimi vybudovat funkční spolupráci, která by obrušovala třecí plochy národnostních zájmů S tímto záměrem vznikla také pražská zednářská lóže s názvem Anthony Sayer, pojmenovaná po prvním Velmistru zvoleném v Londýně v roce 1717, jejímž členem se stal i Bedřich Hořínek. Ten byl do této lóže iniciován 6. února 1933 a stal se zednářem učněm . Svobodné zednářství má tři základní stupně (učeň, tovaryš a mistr), kterých po určitém čase každý z členů může dosáhnout. Bedřich Hořínek ve své mateřské lóži postoupil do tovaryšského stupně dne 6. listopadu 1934.
Během protektorátu byla činnost svobodného zednářství v Československu tzv. „uspána“, to znamená, že vnější okolnosti neumožňovaly svobodnou činnost zednářů a společenství své aktivity utlumilo a oficiálně se rozpustilo. Během válečných let byla řada zednářů pronásledována za své liberální a protinacistické postoje i činnost. Po válce byly aktivity svobodných zednářů na několik málo let obnoveny, než starou totalitu nacistickou vystřídala totalita bolševická a zednáři znovu své hnutí byli nuceni uspat. Do doby druhého uspání se stihl Bedřich Hořínek po válce stát členem obnovené pražské lóže pojmenované Dílna lidskosti, kde byl dne 15. června 1949 povýšen do mistrovského stupně. Díky sílícímu tlaku komunistického režimu bylo zednářství znovu uspáno v roce 1951 a tím končí i doložitelná činnost Bedřicha Hořínka v tomto hnutí.